# جانوس تسيغلر
جانوس تسيغلر هو لاعب هوكي الجليد مجري، ولد في 6 أبريل 1941 في بودابست في المجر.

## وصلات خارجية
- جانوس تسيغلر على موقع EliteProspects.com (الإنجليزية)
- جانوس تسيغلر على موقع أوليمبيديا (الإنجليزية)